# Carman Maxwell
Carman Griffin "Max" Maxwell (Siloam Springs, 27 de diciembre de 1902 - 22 de septiembre de 1987) fue un animador y actor de voz estadounidense.

## Biografía
Maxwell nació en Siloam Springs (Arkansas), y tiempo después se mudó a Kansas City (Misuri). Comenzó su carrera trabajando en el estudio de Walt Disney. Entre sus primeros trabajos se encuentran los cortometrajes Jack and the Beanstalk, Puss in Boots, Goldie Locks and the Three Bears y Cinderella, todos ellos estrenados en 1922. Junto a Hugh Harman, Rudolf Ising y Friz Freleng, formó parte del grupo que posteriormente se alejaría de Disney para crear el estudio de animación de Warner Bros, bajo la administración de Leon Schlesinger. 
Además de trabajar como animador para Harman e Ising, Maxwell hizo la voz de su personaje más famoso, Bosko. La primera aparición del personaje fue en el dibujo animado Bosko the Talk-Ink Kid (1929), el cual ha sido acreditado como "el primer cortometraje animado en sincronizar movimiento y diálogo".